# ソルベンシーII
ソルベンシーII（ソルベンシーツー）とは、EUにおいて2016年から施行されているソルベンシー規制のことである。欧州では、ファクター方式に基づくソルベンシー規制（ソルベンシーI）に基づいて規制されてきたが、ソルベンシーIIでは経済価値ベースのソルベンシー規制に移行している。

## 定量的影響調査
ファクターベースのソルベンシー規制から経済価値ベースのソルベンシー規制に移行した場合、その影響が大きいため、定量的影響調査(QIS; Quantitative Impact Study)が行われている。QISは、2005年から2010年までの5回まで行われた(QIS1-QIS5)他、6回目の影響調査としてLTGA(The Long-Term Guarantee Assessment)が実施された。